# جون أ. لوسي
جون أ. لوسي (بالإنجليزية: John A. Lucy)‏ هو أستاذ جامعي وعالم نفس وفيلسوف أمريكي، ولد في 1949.